# Johann Baptist Reinert
Johann Baptist Reinert (* 31. Oktober 1790 in Oberdorf; † 22. März 1853 in Solothurn) war ein Schweizer Jurist und Politiker, der eines der ersten schweizerischen Zivilgesetzbücher schuf, das des Kantons Solothurn.
Der gelernte Rechtsanwalt nahm 1814 am gescheiterten Volksaufstand gegen die Solothurner Restaurations-Regierung und 1830 am Balsthaler Tag teil, der zur Beseitigung des Solothurner Ancien Régime führte. 1831 bis 1837 war er Amtsgerichtspräsident, 1831 bis 1841 (ohne die heutige Gewaltentrennung) zusätzlich Grossrats-Parlamentarier. 1841 bis 1853 war Reinert (wiederum in heute in der Schweiz unüblicher Ämterkumulation) Regierungsrat und Kantonsrat zugleich. Einen Namen gemacht hat er sich aber vor allem als Autor eines der ersten, damals noch föderalistisch-kantonalen, Zivilgesetzbücher (ZGB) der Schweiz, das in der Folge auch dem Grossherzogtum Hessen für dessen Zivilgesetzgebung als Vorlage diente.
Seine Tochter Sophie Jent-Reinert war nach dem Tode ihres Mannes Hermann Jent von 1867 bis 1881 Herausgeberin der Tageszeitung Der Bund.